# الأوقاف الإسلامية في فلسطين
الاوقاف الإسلامية في فلسطين هي مجموعة أراضي وممتلكات التي «لا تصــادر ولا تبــاع ولا تجــري عليهــا أيّــة صفقــة مــن الصفقــات»  منذ «الفتح الإسلامي لفلسطين» إلى يومنا هذا.

## مكانة فلسطين في الإسلام
اعتبرت ارض فلسطين ارضا مقدسة وان كل اراضيها وقف،  منذ عهد السلطان عبد الحميد الثاني حين حاول تيودور هرتزل عرض رشوة كبيرة على السلطان عبد الحميد تقدر بمليون جنيه مقابل حصولهم على فلسطين عندها قال السلطان كلمته الشهيرة للصدر الأعظم «انصحوا الدكتور هرتزل بألّا يتخذ خطوات جدية في هذا الموضوع، فإني لا أستطيع أن أتخلى عن شبر واحد من الأرض، فهي ليست ملك يميني، بل ملك الأمة الإسلامية التي جاهدت في سبيلها وروتها بدمائها، فليحتفظ اليهود بملايينهم».
لقد افردت النصوص الشرعية الإسلامية مكانة خاصة لفلسطين على وجه العموم. فهي ارض مباركة بحكم القرآن الكريم، كما انها في الحديث الشريف ارض المحشر والمنشر. ولما كانت الاوقاف تكثر في مواطن القداسة والبركة، فهي أكثر البلدان الإسلامية اوقافا. الا ان الفتح العمري (سنة 15 للهجرة) كان المدخل الرئيسي لتأسيس الاوقاف الإسلامية وانطلاقة انشائها.

## الوقف في الإسلام
يقصد به الفقهاء «حبس العين على ملك الواقف والتصرف بالمنفعة بمنزلة العارية. وهو ورث عنه بعد وفاته»  كما عرفه الشافعي أنه «حبس مال يمكن الانتفاع به مع بقاء عينه بقطع التصرف في رقبته على مصرف مباح وهذا يعني حبسه عن البيع والهبة والرهن، وما يضُّر به».

### الأوقاف الإسلامية في فلسطين

#### الوقف الإسلامي في فلسطين منذالفتح الاسلامي
احتلت فلسطين مع وجود القدس فيها مكانة مرموقة في الإسلام. وفلسطين كلها أكناف لبيت المقدس، التي هي أولى القبلتين وثالث الحرمين ومسرى رسول الله، ففيها بني ثاني مسجد في الكون بعد المسجد الحرام، وهو أحد المساجد الثلاثة التي لا تشد الرحال إلا إليها لقول النبي محمد فيما ورد في الصحيح: «لا تشد الرحال إلا إلى ثلاثة مساجد: المسجد الحرام ومسجدي هذا والمسجد الأقصى»  وهي أرض الهجرة وأرض المحشر والمنشر وأرض الأنبياء،  وإليها نقل عامود الإسلام، وحسب الدين الإسلامي بها يكون بيت الخلافة إلى قيام الساعة، وإليها سيهاجر المهدي عليه السلام، وفيها يهبط المسيح عليه السلام، وفيها يهلك الدجال.  لذلك رأى أمير المؤمنين عمر بن الخطاب أن المصلحة في أن يقفها للمسلمين، وقد وقفها، وتم إجماع المسلمين على ذلك بعد وفاة بلال وصحبه. وعلى هذا الأساس تعامل حكام المسلمين مع فلسطين ومدينتها المقدسة، فقد قاموا على رعايتها ورعاية مقدساتها وإعمارها، فأقام الأيوبيون ومن بعدهم المماليك مبان وقفية عديدة في المدينة المقدسة، وحافظوا عليها وقاموا برعايتها بشكل منتظم. 

#### الأوقاف الإسلامية فيالعصر العثماني
كانت الأوقاف في العصر العثماني تقسم إلى ثلاثة أنواع وهي: الخيرية ومنها تلـك التـي وقفت على المساجد والمدارس والزوايا، والنوع الثاني وهي الذرية والتي وقفـت علـى الأفـراد، والأوقاف المشتركة وهي التي كانت يجمع الواقف فيها ما بين الوقف الذري والخيري وكانت هـذه الأوقاف تدار في نهاية العصر العثماني من قبل مديرية أوقاف القدس التي تتبع نظارة الأوقاف في إسطنبول. ووفقاً لما جاء في الفقرة الأولى من المادة الثامنة من نظام المجلس الإسلامي فإن من وظائف المجلس الإسلامي الأعلى إدارة ومراقبة الأوقاف الإسلامية في فلسـطين وكان من المألوف أن يذكر في وثائق المجلس الإسلامي أنه كان مسؤولاً عن جميع أنواع الأوقاف من أعشار ومباني ومدارس وأحكار. وتعود معظم الأوقاف في فلسطين ولاسيما الخيرية منها إلى فترة حكم الأيوبيين والمماليـك والعثمانيين حيث وقفت في هذه الفترات مساحات واسعة من الأراضي والدور والمصابغ والخانات على المساجد والمدارس والزوايا والتكايا والأربطة، ولكن مع مرور الزمن بدأت هـذه الأوقـاف بالتلاشي نظراً لإهمال المتولين والنظار عليها والاستيلاء على الأراضي الوقفية أو تسجيلها بأسماء المتولين والنظار أو الفلاحين القائمين بزراعتها بل أن بعضاً منها أهمل لعدم وجود متولين أو نظار يقومون بالإشراف عليه.

#### الاوقاف الإسلامية بعد سنة 1948
عنــد قيــام الدولــة، وضعــت المؤسســة الحاكمــة الإسرائيلية يدهــا علــى أراضــي وممتلــكات الأوقــاف الإســلامية التــي تشـكل %7مـن الأراضـي فـي إسـرائيل (مـا يعـادل 100,000دونـم، وقـف صحيـح، حسـب تقريـر الباحـث هـوپ سمپسـون) وقـد كانـت هـذه الأوقـاف تحـت إشـراف وإدارة «لجنـة الأوقـاف العامـة» المنبثقـة عـن «المجلــس الإســلاميّ الأعلــى». وفــي ســنة 1948، وبعــد تشــرد الشــعب الفلســطيني، انحــل «المجلــس الإســلاميّ الأعلــى» و «لجنــة الأوقــاف العامــة،» وتشــرد أعضــاء هــذه اللجنــة مــن أبنــاء شــعبنا. واعتبــرت دولــة إســرائيل هــذه اللجنــة ومســلمي هــذه البــلاد «غائبيــن» بالمفهــوم الإســرائيلي للقانــون، واعتبــرت أمــلاك الوقــف الإســلامي، بمــا فيهــا المســاجد والمقابــر والأراضــي والممتلــكات، أمــوالا متروكــة يســري عليهـا «قانـون أمـلاك الغائبيـن» (سـنة 1950). 
حسب بعض التقديرات، فإن الأوقاف الإسلاميّة تمثل من% 17% - 16من مساحة فلسطين الكلية  وقد لاقت جمعية الأقصى صعوبة في التوصل إلى تقدير دقيق للأصول الوقفية في الداخل الفلسطيني (1948) فخمنت أنها لا تقل عن 652,000 دونم، مع الإشارة إلى أن تحريها عن هذه الأصول لم يكتمل بعد، وأن هذا التقدير هو تقدير جزئي وأوّلي مرشح للزيادة.

## أشكال الوقف الإسلامي في فلسطين
الوقف الإسلامي في فلسطين يشمل عدة اشكال وصور منها اوقاف المساجد، اوقاف المدارس، اوقاف الزوايا، الأوقاف على الربط، اوقاف الخوانق، اوقاف الكتاتيب، دور الحديث، وقف البيمارستانات، الوقف على الكتب والمكتبات، وقف الترب والمقابر، أوقاف المؤسسات التعليمية.

## التوزيع الجغرافي للأوقاف في فلسطين – أرقام وإحصائيات
إن البلدة القديمة في القدس مُتميزة عن باقي المدن العربية والإسلامية بهيمنة الوقف على المشهد العقاري فيها؛ إذ بلغ عدد العقارات الموقوفة في أواخر عام 1996 1,781 عقاراً، بنسبة 54% من عدد العقارات الكلي، وتمتد على مساحة قدرها 348 دونما بنسبة 66% من مساحات العقارات الكلي (تستثنى من هذه الأرقام والنسب منطقة الحرم القدسي الشريف التي تبلغ مساحتها 144 دونما). إذ تشير هذه النسب إلى أمرين مهمين، أولهما أهمية الوقف في تشكيل معالم الحياة داخل المدينة، اقتصادية كانت أو اجتماعية أو سياسية، وثانيهما ما يبرِزه انتشار الوقف من اهتمام المسلمين بالمدينة، حكاما كانوا أو وجماعات أو أفرادا.

## سياسة تهويد الأوقاف الإسلامية

### الوقف من أدوات المقاومة الفلسطينية في مواجهة تهويد القدس
استخدم الفلسطينيون الوقف في مواجهة مشروع التهويد، فحرص عدد كبير منهم على تسجيل عقاراتهم وقفا، وقد اشترى المجلس الإسلامي الشرعي الأعلى العديد من العقارات والأراضي، وقام بتحويلها إلى الوقف إبان الاحتلال البريطاني، ومنها عقارات محيطة بالحرم القدسي الشريف وأخرى في أحياء الطور والبقعة والطالبية. وسجل الفلسطينيون 90 وقفية خلال الفترة ما بين 1967-1993، منها 24 وقفية خيرية و 66 وقفية ذرية، وحولوا مؤسسات وجمعيات خيرية إلى جمعيات موقوفة ومسجلة في المحاكم الشرعية، مثل دار الطفل العربي في الشيخ جراح ومؤسسة جيل الأمل وجمعية الاتحاد النسائي العربي، والكلية الإبراهيمية.

### أيديولوجيّة الاستيلاء
نقلت إسرائيل ملكية الأراضي عموما من الأيدي الفلسطينية إلى الوصي، وفق «قانون أملاك الغائبين» لعام 1950، الذي قام نيابة عن الدولة، ومن خلال «الخيال القانوني»، بنقل الممتلكات إلى الأيدي اليهودية، متجاهلًا القوانين السابقة التي لا تزال نافذة. ويمكن تسمية عملية السلب والاستيلاء تلك في سياقها القانوني السليم «تبييض الأملاك»، و«شرعنة غير الشرعي»، أي جعل ما هو غير قانوني قانونيا. وإن المطامع السياسية الإسرائيلية كانت من الأسباب الرئيسية التي أدت إلى تراجع إنشاء الوقفيات وتسريب الممتلكات في القدس، في سياق من الأدلجة. إن الحاجة إلى الاستحواذ على الأراضي، وتقييد التطلعات السياسية الفلسطينية، تغلبت على الحاجة إلى تلبية مطالب أهل القدس الأصليين، وتحديدا المسلمون، وأُعطي نظام الوقف شكلا من أشكال الدور الرمزي، ورغم ذلك، تعتبر إسرائيل الوقف تحديا أساسيا أمام هيمنتها المادية والأيديولوجية. إن الأسباب الرئيسية وراء تراجع الوقف في فلسطين عامة والقدس خاصة، تكمن في الممارسات السياسية التي تنفذ من خلال السيطرة والاستحواذ على الأراضي، الذي يمارسه النظام الاستعماري الإسرائيلي.
إن من ضمن  الإجراءات التي اتخذتها الحكومة الإسرائيلية فور سيطرتها على البلدة القديمة بالقدس؛ أنها شرعت بإزالة جميع مباني حارة المغاربة مساء التاسع من حزيران عام 1967، وصادرت عشرات الدونمات من الحيَّين الإسلامي والأرمني لتوسيع الحي اليهودي وساحة البراق، وإقامة مشروع استيطاني على مساحة 115 دونما، والتي تشكل ما نسبته 13.2% من مساحة البلدة القديمة. كما صادرت بعض المباني التاريخية المتاخمة للحرم القدسي الشريف، مؤسّسا أكثر من مائة بؤرة استيطانية، ومحاولا أيضا احتواء دائرة الأوقاف وسرقة الوثائق الوقفية، وإحالة القرارات المتعلقة بالعقارات الوقفية إلى دائرة الأوقاف الإسلامية في الداخل المحتل، أو المحكمة الشرعية في يافا لسهولة التأثير في قراراتها. 